# دوكودايس
مهرجان الأفلام الوثائقية الدولي لحقوق الإنسان (دوكودايس) هو مهرجان أفلام حقوق الإنسان الوحيد في أوكرانيا. يقام المهرجان سنويًا في كييف في مارس والدخول مجاني لعامة الناس. كل عام، للمهرجان موضوع مختلف، وبينما لا تلتزم جميع الأفلام المعروضة بموضوع ذلك العام، فإن جميع الأفلام المقدمة هي أفلام وثائقية تركز على موضوع حقوق الإنسان.

## التاريخ

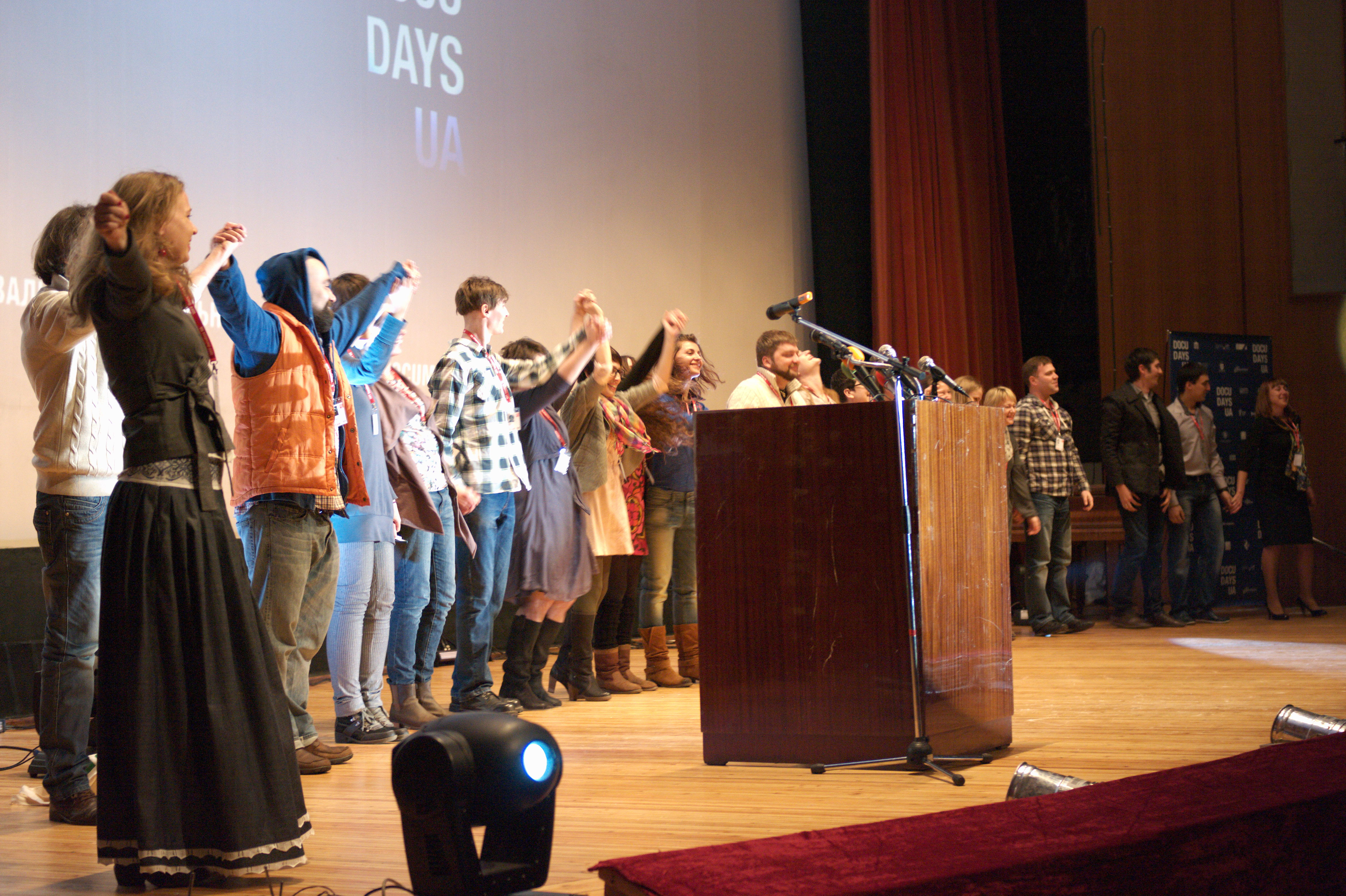
حفل افتتاح مهرجان دوكودايس 2013

تأسست دوكودايس في عام 2004 كمهرجان سينمائي يشتري فيه المشاركون التذاكر لمشاهدة الأفلام في مواقع مختلفة في كييف.
في عام 2020، بسبب جائحة كوفيد -19، لم يعقد المهرجان شخصيا. بدلا من ذلك، عقدت دوكودايس تقريبا على موقع على شبكة الإنترنت يسمى دوكو/الفضاء، مع العديد من اللوحات والفصول الدراسية حول موضوع صناعة الأفلام المتاحة للعرض، بالإضافة إلى إتاحة الأفلام لفترة محدودة والتي كان من الممكن تقديمها في الحدث الشخصي.
في عام 2021، تم الإعلان عن الحدث ان يكون عباره عن برنامج هجين، مع بعض بعض العروض التي يتم تقديمها شخصيا في سينما زوفتن في كييف وعروض أخرى على الإنترنت على موقع دوكو/سبيس. كان موضوع مهرجان 2021 هو " حق الإنسان في الصحة"ردا على الوباء المستمر.

## أفلام

### 17 يوم وثائقي
فيما يلي أفلام مختارة تم عرضها فعليا في 17 يوم وثائقي في عام 2020:
- لا تقلق، ستفتح الأبواب (أوكسانا كاربوفيتش)
- القدس الجديدة (ياريما مالاشوك ورومان هيمي)
- المبنى (تاتيانا كونونينكو وماتيلدا ميستر)
- الأرض زرقاء كالبرتقال (إيرينا تسيليك)
- مذكرة الحرب (رومان ليوبي)

## الجوائز
تقدم دوكودايس الجوائز التالية سنويا، واحدة في كل فئة، ولكل منها جائزة بقيمة 1000 دولار:
- جائزة لجنة تحكيم مسابقة المستندات/الحياة
- جائزة لجنة التحكيم لمسابقة المستندات/اليمين
- جائزة لجنة تحكيم المسابقة القصيرة
- جائزة لجنة تحكيم مسابقة دوكو/أوكرانيا
- الحقوق الآن! جائزة خاصة (2021 فقط)